# آنتا پانکو
آنتا پانکو (به اسپانیایی: Anta Punco) یک کوه در پرو است که در Peru, Cusco Region واقع شده‌است. آنتا پانکو ۵٬۰۰۰ متر بالاتر از سطح دریا واقع شده‌است.